# (400217) 2007 CT20
(400217) 2007 CT20 es un asteroide perteneciente al cinturón de asteroides, descubierto el 6 de febrero de 2007 por el equipo del Mount Lemmon Survey desde el Observatorio del Monte Lemmon, Arizona, Estados Unidos.

## Designación y nombre
Designado provisionalmente como 2007 CT20.

## Características orbitales
2007 CT20 está situado a una distancia media del Sol de 3,180 ua, pudiendo alejarse hasta 3,340 ua y acercarse hasta 3,020 ua. Su excentricidad es 0,050 y la inclinación orbital 12,95 grados. Emplea 2071,68 días en completar una órbita alrededor del Sol.

## Características físicas
La magnitud absoluta de 2007 CT20 es 16,6.